# 北庄汉墓石刻
北庄汉墓石刻，位于中国河北省保定市石刻馆，为保定市定州市的一个省级文物保护单位，类型为石刻，公布时间为1982年7月23日。
北庄汉墓石刻的历史年代为汉代。